# 馬自達CX-30
馬自達CX-30（日语：マツダ・CX-30）乃日本馬自達汽車公司於2019年推出的五人座緊湊型跨界休旅車。

## 概要
2010年代馬自達在跨界休旅車及運動型多用途車的產品線，依照尺寸大小計有CX-3、CX-5、CX-8、CX-9等車種，其中最小的CX-3因為沿用第四代馬自達2的底盤構造，其狹窄的後座與行李廂空間為人所詬病；反之CX-5則因過大的身軀不受到女性駕駛者與初學者的青睞，於是原廠開發出折衷的CX-30。
關於車名的由來，「CX」取自crossover，「30」則為近年來馬自達公司命名車種的方式，原則上數字越大表示越高階或車身越大的車款。從引擎、底盤、傳動系統、乃至於車身結構，皆採用該公司近年來力推的創馳藍天技術。

## 歷史

### 第一代DMEP/DMEJ3P/DM8P/DMFP系（2019年迄今）
2019年 - 2月5日馬自達於日內瓦汽車展宣布新SUV車款即將上市，旋即於10月24日正式在日本發售。動力來源提供2.0L直列四缸DOHC PE-VPS型、1.8L直列四缸DOHC S8-DPTS型柴油渦輪增壓等二種引擎，其中PE-VPS型及S8-DPTS型搭配新的M-Hybrid輕油電系統作為輔助燃油效率之用。底盤平台與第四代馬自達3共用，雖然車寬一樣，但車長4,395mm及軸距2,655mm皆不及馬自達3。考量到立體機械式停車位的限制高度，1,540mm的車高甚至比CX-3還低。430公升的行李廂容量不僅優於馬自達3五門掀背版的327公升，而且開口寬度達到1,020mm，開口下緣距離地面只有731mm，可方便裝卸大型物品，此外中高階車型標配同級車少有的電動尾門。內裝鋪陳與馬自達3相當，中控台以軟質皮革構成，輔以金屬配件點綴，加上8.8吋多媒體中控螢幕、皮質座椅、12支揚聲器的Bose音響系統等營造出其質感。比較特殊的是，全時四輪傳動系統除了G力導引控制技術（G-Vectoring Control，G-ベクタリング コントロール，簡稱GVC）之外，尚包含越野循跡輔助功能（Off-road Traction Assist），可與TCS循跡控制系統同步作動以加強越野時的脫困能力。i-Activsense主動安全系統包含MRCC雷達定速巡航、CTS全速域巡航模式車道維持輔助、SBS智慧煞車輔助、BSM盲點偵測系統（附RCTA後車警示功能）、LDWS車道偏移警示、LAS車道偏移防止、DAA駕駛疲勞警示等功能。
同年10月23日臺灣馬自達宣布引進CX-30，按照配備多寡分成四個等級，採單一2.0L直列四缸DOHC PE-VPS型引擎之動力設定，搭配六速手自排變速系統，擁有165ps之最大馬力及21.7kg·m的峰值扭力輸出。美國馬自達於11月21日開幕的洛杉磯國際車展上公開CX-30，採用2.5L直列四缸DOHC PY-VPS型引擎之動力輸出，並提供2WD、4WD等二種驅動方式，按照配備多寡分成四種車型。
2020年 - 1月16日追加原廠命名為「SKYACTIV X」的2.0L直列四缸DOHC HF-VPH型引擎，4月3日發售「100周年特別紀念車」特仕車。5月28日中國長安馬自達正式導入CX-30，並邀請范丞丞作為產品代言人。同樣採取採單一2.0L直列四缸DOHC PE-VPS型引擎之動力設定，配合六速手動排檔或六速手自排變速系統。
同年9月21日美國馬自達宣布追加一具2.5L直列四缸DOHC PY-VPTS型渦輪增壓引擎，在使用93辛烷值汽油之下可爆發250hp最大馬力與44.2kg·m峰值扭力；若添加87辛烷值汽油，馬力則為227hp、扭力42.8kg·m。外觀方面具備18吋黑色輪框、口徑更大的排氣管、亮黑色後視鏡外蓋以及尾門專屬「Turbo」銘牌等，內裝方面具備無邊框後視鏡（附自動變暗功能）、含有12具揚聲器的Bose音響系統、8.8吋中央大型多功能顯示螢幕、360度環景影像等功能。
2021年 - 4月26日部分改良，原廠稱之為「e-SKYACTIV X」。改良後的2.0L直列四缸DOHC HF-VPH型引擎稱之為「e-SKYACTIV X」，搭配中度混合動力24V油電系統以換取較優異的油耗表現。該具引擎可在6,000rpm時輸出186ps之最大馬力，在4,000rpm時則可產生240N·m的最大扭力，分別比前一版本增加6ps和16N·m。並且從2,000rpm開始扭力的改善最為明顯。同年10月28日再次實施部分改良，在產品編成上除了新增搭載e-Skyactiv X的「Smart Edition」車型（包含前擋投影式HUD、SBS智慧前行煞車輔助、HBC遠近光燈自動調節、LAS車道偏移防止、BSM盲點偵測等多項駕駛輔助等配備）外，還追加琉光金新車色、「Black Tone Edition」特仕車，e-Skyactiv X車型更新進氣系統與排氣管消音器。
2022年 - 10月18日美規版自然進氣的2.5L直列四缸DOHC PY-VPS型引擎馬力增加了5hp，並且調整氣缸間歇技術（Cylinder Deactivation Technology）以提升油耗表現，並新增後方安全氣囊。

#### 獲獎紀錄
第一代CX-30曾經贏得2020年紅點設計大獎、2020年德國《Autozeitung雜誌》SUV類別設計獎，2020年11月獲得泰國汽車記者協會評選為2020年年度風雲車，2021年澳洲《輪子雜誌》（Wheels Magazine）評選該車款為年度風雲車，同年獲得美國《消費者報告》評選為預算25,000美元以下最佳次緊湊型SUV。

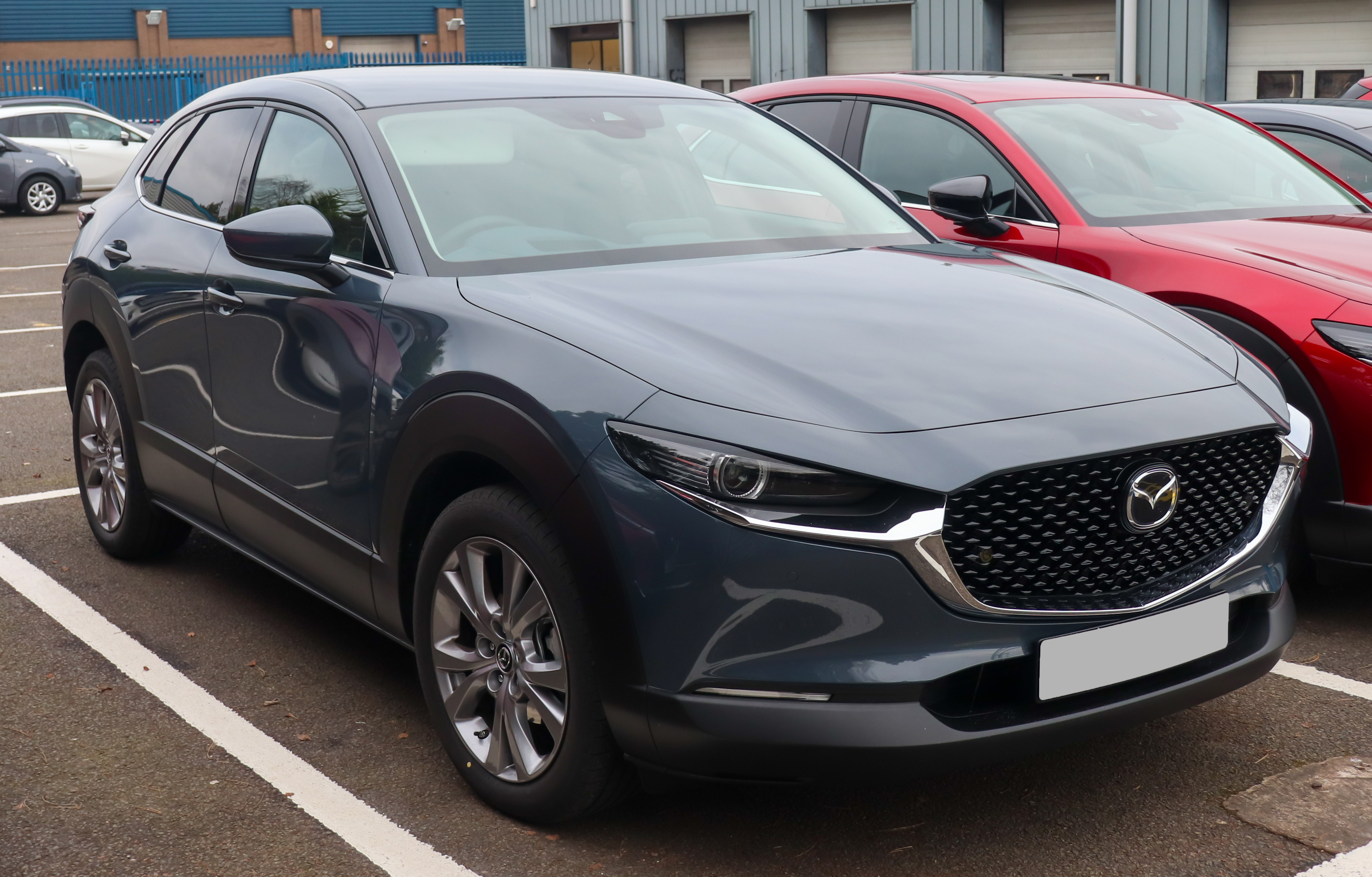
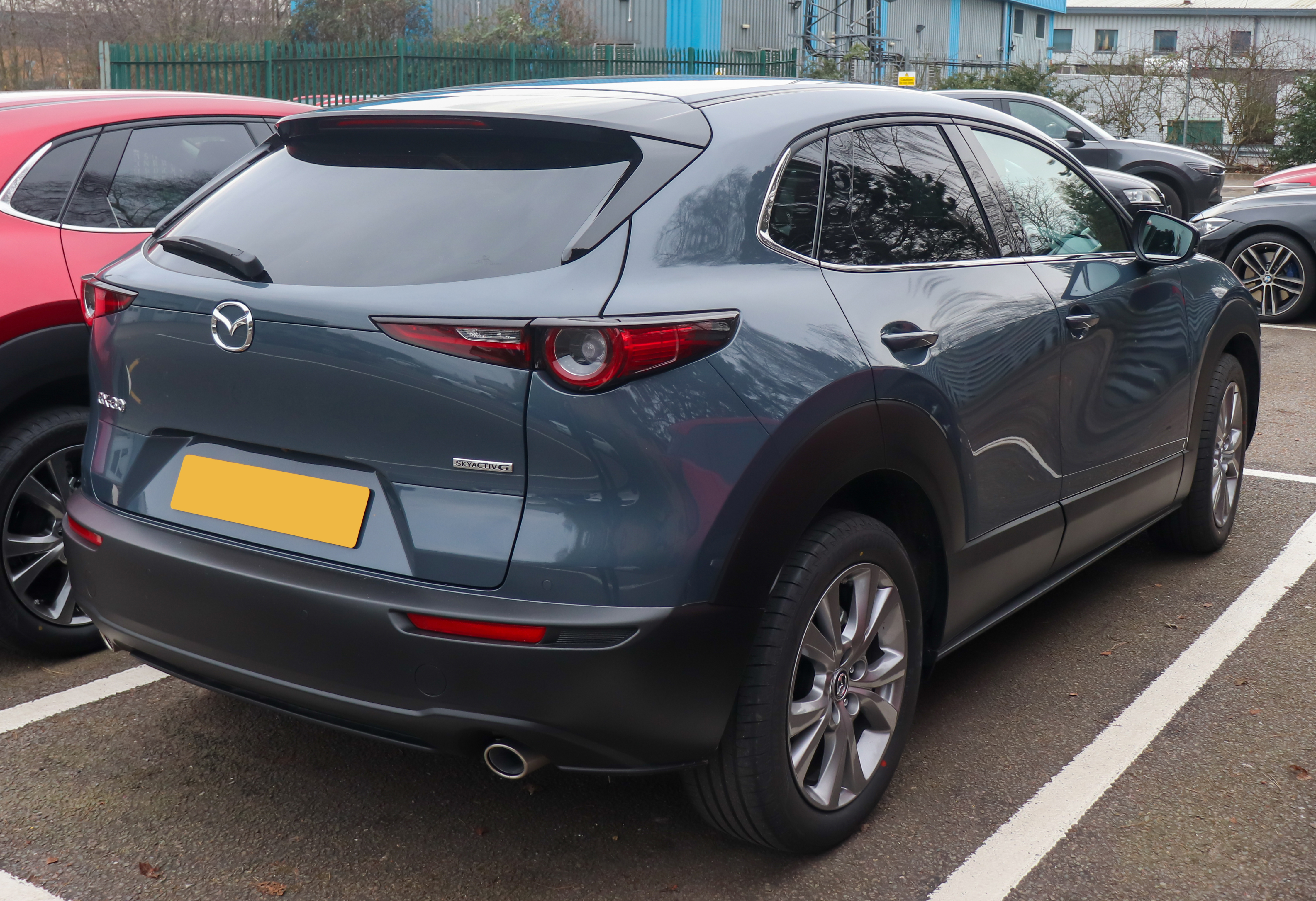
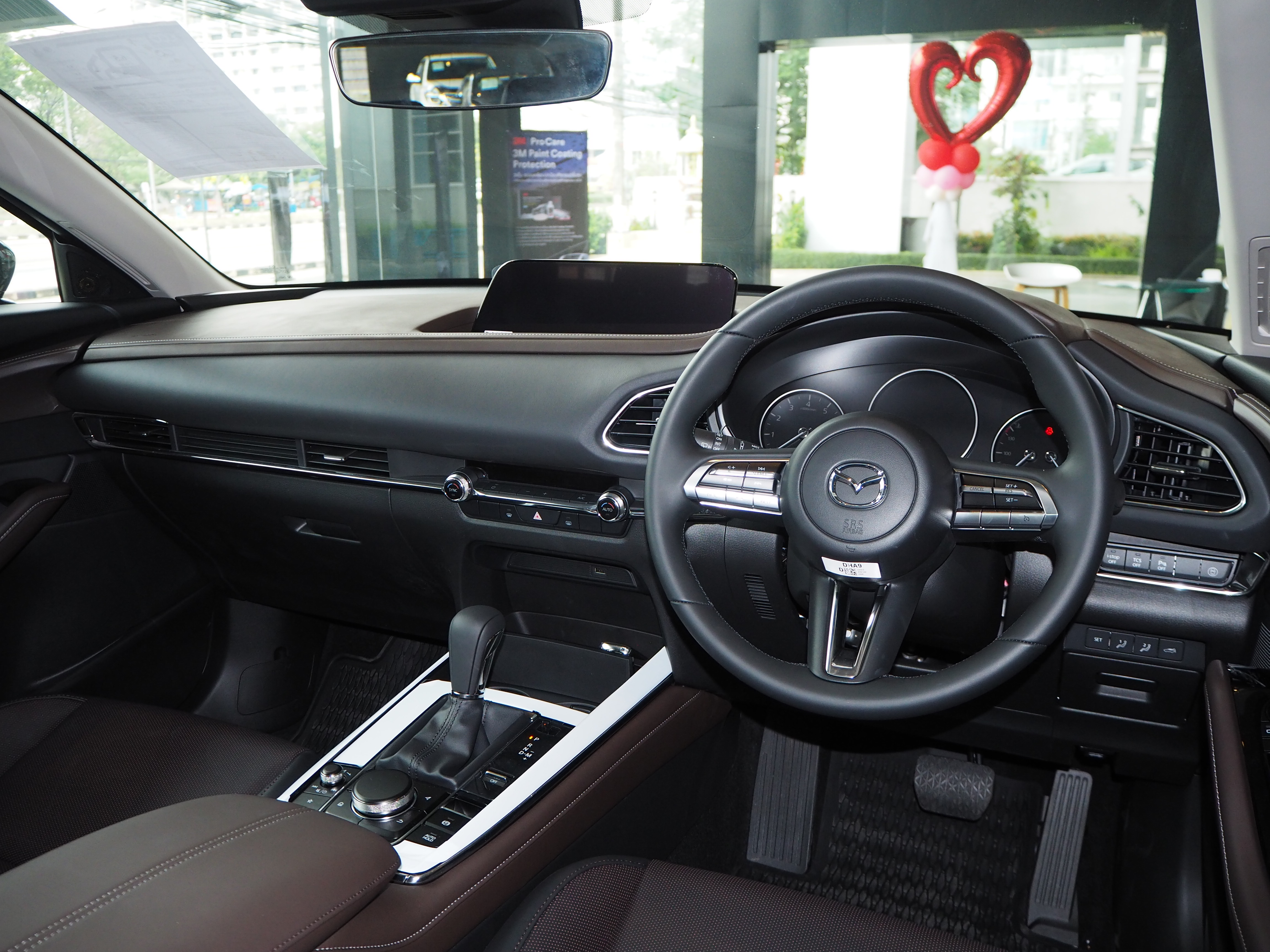
內裝
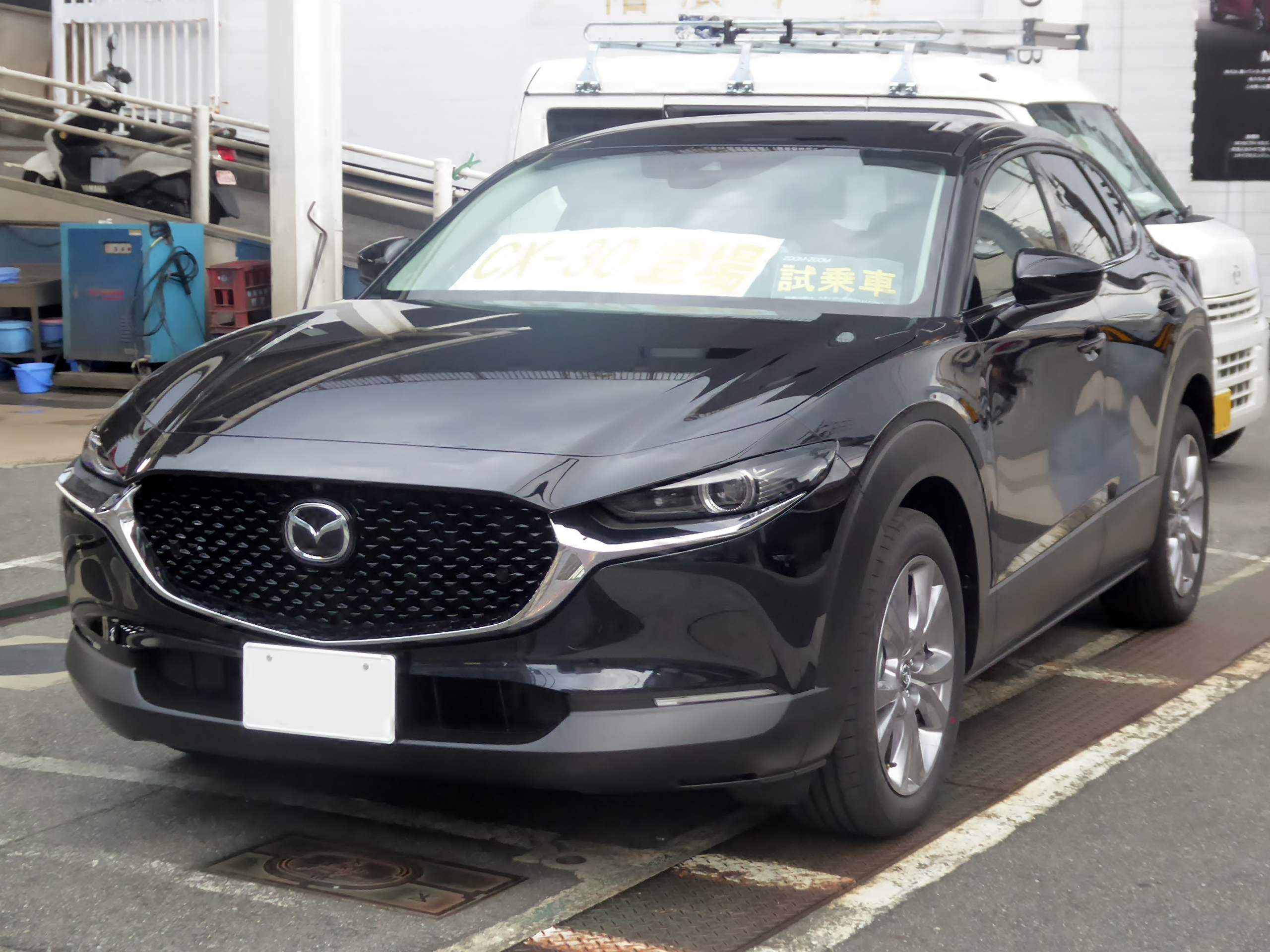

## 外部連結
- 臺灣官方網站 （页面存档备份，存于）
- 中國官方網站 （页面存档备份，存于）
- （日語）日本官方網站 （页面存档备份，存于）